# Léon Denis
Pour les articles homonymes, voir Denis.
Léon Denis (né à Foug, le 1er janvier 1846, mort à Tours, le 12 avril 1927) fut un philosophe spirite et, aux côtés de Gabriel Delanne et Camille Flammarion, un des principaux continuateurs du spiritisme après le décès d'Allan Kardec.

## Biographie

### Sa jeunesse
Fils d'un tailleur de pierres, comme de nombreux enfants de son époque, il reçut une sommaire instruction avant de commencer à travailler à 12 ans comme ouvrier à la Monnaie de Bordeaux, à 16 ans dans une faïencerie de Tours, à 20 ans dans une manufacture de cuir, comme commis aux écritures en raison de sa parfaite calligraphie. Il ne cessa pas pour autant de lire et, dès l'âge de 18 ans, son contact avec Le Livre des Esprits, fit de lui un adepte convaincu du spiritisme. Il rentre au cercle spirite de Tours et où il occupe la fonction de secrétaire.
Il avait vingt-trois ans à la mort d'Allan Kardec de qui il avait reçu les enseignements et de qui il continuera à avoir des inspirations.

### La guerre franco-prussienne
Pendant la guerre de 1870, il entre en formation au 26ème corps d'armée. Il est nommé sergent au 1er bataillon de la 1ère Légion de la Garde mobile d'Indre-et-Loire où il sera promu sous-officier et enfin lieutenant,.
En février 1871, à Chagnolet, un hameau de Dompierre-sur-Mer non loin de la place forte de La Rochelle, il présidera plusieurs réunions spirites pendant lesquelles sont obtenues des renseignements sur l'issue des combats et la fin des hostilités.

### L'éducateur
Après la guerre, il retourne à son emploi de commis aux écritures. Il travaille ensuite comme représentant de commerce et voyagera dans de nombreux pays. Il est un des fondateurs de l'antenne tourangelle de la Ligue de l'Enseignement dont il a été un défenseur zélé, fondant plusieurs cercles et bibliothèques populaires et donnant des conférences, non seulement en France, mais aussi en Belgique, en Hollande, en Suisse, en Algérie.

### Le spirite
C'est autour des années 1880 qu'il défend la doctrine spirite, celle qu'il diffuse activement dans ses conférences, défendant activement l'idée de la survie de l'âme et de ses conséquences pratiques.
Si à son retour de la guerre il est initié à la franc-maçonnerie, cela ne l'empêche pas de poursuivre ses activités spirites. Étant membre d'une loge de l'obédience du Grand Orient De France (jusqu'en 1877), il côtoie la duchesse de Pomar, à Trianon, à l’université de Genève, à la faculté de Toulouse, à l’Athénée de Bordeaux, à Bruxelles, à la Haye, Lyon, etc.
Le spiritisme défendu par Léon Denis est plus religieux, et même très politique. Les communications qu'il publie acceptent et même valorisent le nouveau régime républicain pour sa capacité à assurer l'ordre social, son caractère libéral et anticlérical. La morale qu'il défend exclut toute action politique et sociale puisque si le spiritisme était vainqueur, il n'y aurait plus de question sociale. Dans sa critique du matérialisme, du socialisme et de la « décadence », il met sur un même plan l'Église et l'Université. Comme les catholiques, il valorise le rôle de la souffrance et de la douleur qu'il faudrait accepter sans chercher à y sursoir, mais il critique le catholicisme dans ses erreurs d'interprétation des Évangiles. Ses écrits sur la place de la femme dans la société concordent avec la pensée dominante de ce début de XXe siècle, préférant l'unité des cœurs à une action immédiate de transformation.
Aussi, il prend le temps de répondre aux objections des adeptes d'idéologies contraires (matérialistes, athées et même catholiques). Ses biographies relatent qu'il était soutenu dans sa lutte par divers esprits, allant de celui de Jérôme de Prague, ou Jeanne d'Arc, à d'autres plus intimes, comme « l'Esprit bleu », Sorella, l'esprit Durand, Philippine, ainsi que « les bons esprits ».
Président de la première Union Spirite Française, en 1887, il devient président d'honneur de la Fédération spirite Lyonnaise pour laquelle il donnera une trentaine de conférences. De plus, il crée ou aide à créer un certain nombre de fédérations spirites, comme à Bordeaux, Nantes, Toulouse, Marseille, Alger.
Médium psychographe, il publie de nombreux ouvrages réputés avoir été dictés par des Esprits, ce qui lui vaudra une renommée internationale, comme le montrent ses titres honorifiques de la présidence des fédérations catalane et brésilienne.
Sa notoriété s'établit dans d'autres milieux que ceux du spiritisme. En effet, dans ses mémoires, Léon Denis évoque un article élogieux sur la réédition de son livre Après la mort, par Jean Jaurès, dans le journal L'Humanité, même si pour cela il évoque un article paru dans les années 1890, soit une décennie avant la création du journal.
Par son ouvrage Dans l'invisible, il aura influencé le mineur belge Louis Antoine qui fonde le culte antoiniste. Il semble qu'il ait joué un rôle dans sa compréhension de la réincarnation, l'amenant à reconsidérer ses pratiques thérapeutiques dans l'application des passes magnétiques.

### Les Congrès
Célèbre orateur parmi la Ligue de l'Enseignement, il met à profit ses facultés pour la cause spirite. C'est ainsi qu'il inaugure le premier congrès spirite et spiritualiste international à Paris, en 1889. À nouveau, à Paris, au congrès international de 1900, à celui de Liège en 1905, de Genève en 1913.

### Sa santé
À partir de 1910 sa vue ne cesse de baisser mais il continue à défendre le spiritisme et l'idée de la survie de l'âme. Peu après la Première Guerre mondiale, il devient aveugle et apprend le braille. Claire Baumard, quarante-cinq ans, prend à ses côtés les fonctions de secrétaire.
À sa mort, l'ensemble de ses productions littéraires, de même que l'affabilité de son caractère et son dévouement pour le spiritisme, lui vâlent le surnom d'« Apôtre du Spiritisme ».
Souffrant d'une pneumonie, il décède le 12 avril 1927 (81 ans), à Tours.

## Publications
Écrivain tout aussi éloquent, il écrit des ouvrages sur le spiritisme ainsi que de nombreux articles dans la Revue Spirite, parlant de sujets transversaux, comme l'Histoire (Jeanne d'Arc, les Celtes) ou de sujets de société (Jean Jaurès, le socialisme, la guerre).
Sir Arthur Conan Doyle en traduira un certain nombre en anglais, portugais, espagnol et italien.

### Bibliographie exhaustive et chronologique

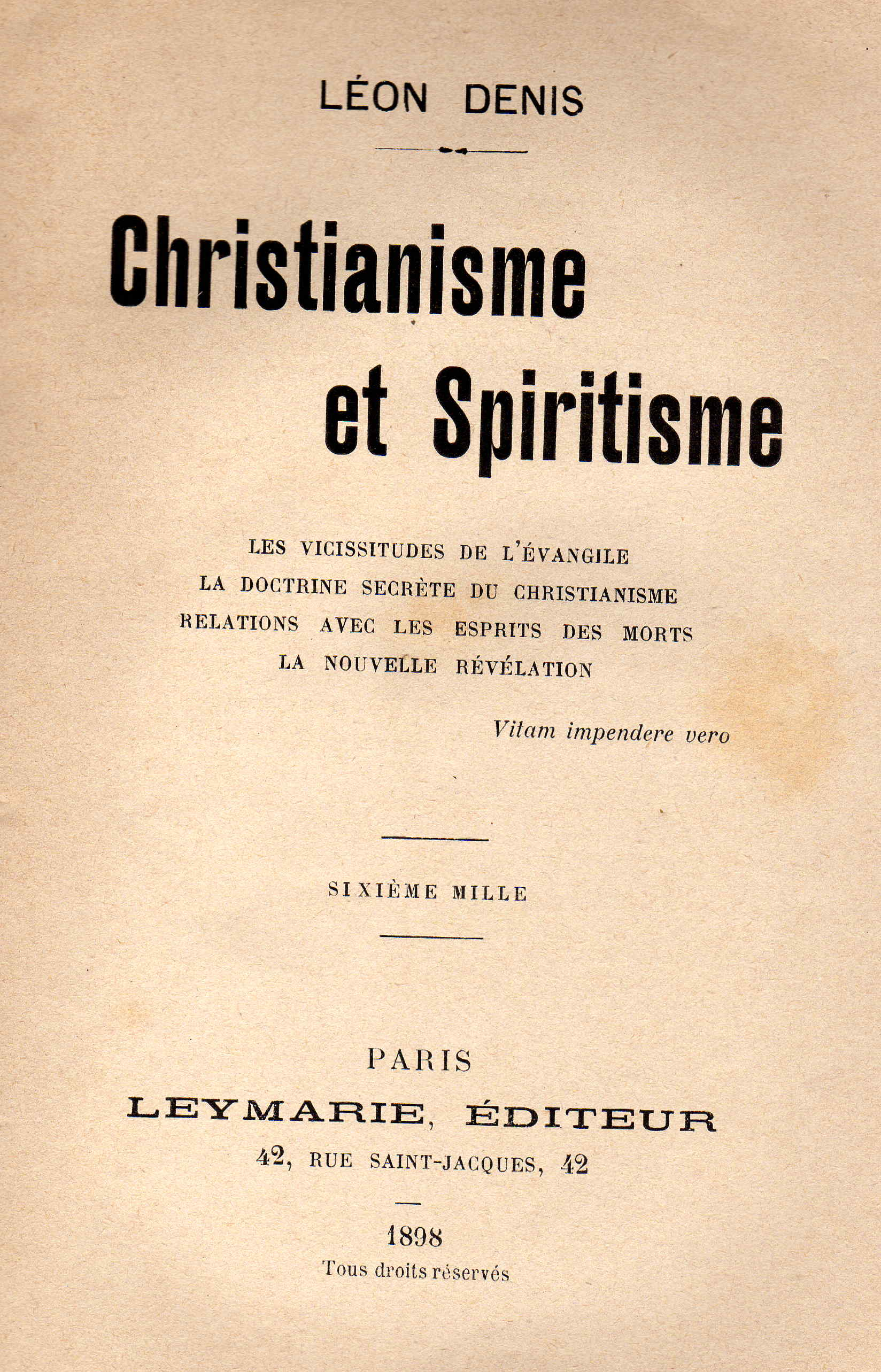
Page de garde d'un livre de Léon Denis, édition originale.